# Tomer Hemed
Tomer Hemed (Haifa, 2 de mayo de 1987) es un exfutbolista israelí que jugaba en la posición de delantero.

## Trayectoria

### Macabbi Haifa y cesiones
Hemed fue llamado hasta el primer equipo del Maccabi Haifa a principios de 2006, después de marcar goles regularmente en el equipo sub-18. Apareció tres veces con el equipo principal, marcando un gol, antes de regresar al equipo juvenil. Hemed fue llamado otra vez por el primer equipo de Haifa en 2007, e hizo su debut en la campaña, el 3 de marzo de 2007, al entrar como sustituto en la derrota 1-2 como local contra el Bnei Yehuda Tel Aviv. Hemed anotó su primer gol como profesional el 26 de mayo de ese mismo año, haciendo los dos goles de su equipo en un 2-0 ante el Maccabi Herzliya. Ese mismo año, viajó con la selección sub-21 para el Torneo di Viareggio.
Hemed fue posteriormente cedido al Maccabi Herzliya, Bnei Yehuda Tel Aviv y al Maccabi Ahi Nazareth Football Club (bajo el listón del entrenador John Gregory). Bajo la dirección de Gregory maduró y desarrolló muchas partes de su juego, promocionado como delantero estrella por el periódico inglés Daily Mail. Nazareth, sin embargo, terminó último y Hemed tan solo pudo anotar 9 goles.
Hemed regresó al Maccabi Haifa en el verano de 2010, y apareció en 45 partidos durante la campaña 2010-11, anotando 18 goles en una temporada en la que el club se coronó como campeón de Liga. 

### R. C. D. Mallorca
El 21 de junio de 2011, Hemed firmó un contrato de tres años con el club español RCD Mallorca de la Primera División de España. Hizo su debut en la categoría principal del fútbol español el 28 de agosto, comenzando y siendo amonestado en una victoria 1-0 contra el RCD Español. Hemed marcó sus primeros goles en España el 1 de octubre, anotando un doblete de su equipo en un 2-2 contra el CA Osasuna. Marcó de nuevo dos veces en sus primeros minutos de Copa del Rey, en una goleada 6-1 en casa ante la Real Sociedad, el 10 de enero del año siguiente.
Hemed terminó su primera temporada en el extranjero, con nueve goles, aunque algunos de ellos fueron desde el punto penalti. En su segunda temporada marcó 11 goles, con el equipo de las Islas Baleares en la temporada del descenso. En mayo de 2013 Hemed sufrió una rotura del tendón de Aquiles que le mantuvo fuera durante siete meses.

### U. D. Almería
El 2 de julio de 2014 Hemed volvió a la Primera División de España, al acordar un contrato de dos años con la UD Almería. Marcó su primer gol con los andaluces el 4 de octubre, haciendo el último en un empate en casa (2-2) contra el Elche CF. Terminó la campaña con ocho goles en su haber, pero el equipo descendió a Segunda División. En dieciocho partidos con el equipo, anotó seis goles.

### Inglaterra
En junio de 2015 fue transferido al Brighton & Hove Albion de la Football League Championship de Inglaterra. Anotó su primer gol en la victoria por 2:1 sobre el Fulham F. C. Finalizó su primera temporada en el club con diecisiete goles.
El 23 de agosto de 2018 el Queens Park Rangers F. C. logró su cesión hasta final de temporada.
El 19 de agosto de 2019 el Charlton Athletic F. C. hizo oficial su incorporación por una temporada.

## Selección nacional
Debutó y anotó con la selección de Israel el 4 de junio de 2011 en la victoria 2-1 sobre Letonia por las eliminatorias a la Eurocopa 2012. Anotó un triplete el 12 de octubre de 2012, en la victoria 0-6 como visitante sobre Luxemburgo por las eliminatorias a la Copa Mundial de Fútbol de 2014.

## Clubes
| Club                                | País          | Año       |
| ----------------------------------- | ------------- | --------- |
| Maccabi Haifa F. C.                 | Israel        | 2006-2011 |
| Maccabi Herzliya (cedido)           | Israel        | 2008      |
| Bnei Yehuda Tel Aviv (cedido)       | Israel        | 2008-2009 |
| Maccabi Ahi Nazareth F. C. (cedido) | Israel        | 2009-2010 |
| R. C. D. Mallorca                   | España        | 2011-2014 |
| U. D. Almería                       | España        | 2014-2015 |
| Brighton & Hove Albion F. C.        | Inglaterra    | 2015-2019 |
| Queens Park Rangers F. C. (cedido)  | Inglaterra    | 2018-2019 |
| Charlton Athletic F. C.             | Inglaterra    | 2019-2020 |
| Wellington Phoenix F. C.            | Nueva Zelanda | 2020-2021 |
| Western Sydney Wanderers F. C.      | Australia     | 2021-2022 |
| Hapoel Be'er Sheva                  | Israel        | 2022-2024 |
| Maccabi Haifa F. C.                 | Israel        | 2024      |

### Selección nacional
| Selección | Año   | Amistosos | Amistosos | Clasificación Eurocopa | Clasificación Eurocopa | Clasificación Mundial | Clasificación Mundial | Total | Total |
| Selección | Año   | P         | G         | P                      | G                      | P                     | G                     | P     | G     |
| --------- | ----- | --------- | --------- | ---------------------- | ---------------------- | --------------------- | --------------------- | ----- | ----- |
| Israel    |       |           |           |                        |                        |                       |                       |       |       |
| 2011      | 1     | 0         | 4         | 1                      | 0                      | 0                     | 5                     | 1     |       |
| 2012      | 4     | 2         | 0         | 0                      | 3                      | 5                     | 7                     | 7     |       |
| 2013      | 1     | 0         | 0         | 0                      | 1                      | 1                     | 2                     | 1     |       |
| 2014      | 0     | 0         | 1         | 1                      | 0                      | 0                     | 1                     | 1     |       |
| 2015      | 0     | 0         | 6         | 2                      | 0                      | 0                     | 6                     | 2     |       |
| 2016      | 1     | 0         | 0         | 0                      | 4                      | 3                     | 5                     | 3     |       |
| 2017      | 0     | 0         | 0         | 0                      | 4                      | 0                     | 4                     | 0     |       |
| Total     | Total | 7         | 2         | 11                     | 4                      | 12                    | 9                     | 30    | 15    |

## Palmarés

### Títulos nacionales
| Título                 | Club                | País   | Año  |
| ---------------------- | ------------------- | ------ | ---- |
| Liga Premier de Israel | Maccabi Haifa F. C. | Israel | 2011 |
| Supercopa de Israel    | Hapoel Be'er Sheva  | Israel | 2022 |